# Ехануров, Юрий Иванович
Ю́рий Ива́нович Ехану́ров (укр. Юрій Іванович Єхануров; род. 23 августа 1948, село Белькачи) — украинский политический деятель, премьер-министр Украины с сентября 2005 по август 2006 года. С 19 декабря 2007 по 5 июня 2009 года — министр обороны Украины в правительстве Юлии Тимошенко.

## Биография
Родился 23 августа 1948 года в селе Белькачи Якутской АССР. Отец, Иван Михайлович Ехануров — бурят; мать, Галина Ивановна Еханурова — полька (настоящее имя — Гелена Яновна Трыбель). C 1955 по 1963 год учился в восьмилетней школе в селе Буй Бичурского района в Бурятии.

## Образование
В 1963 году закончил Буйскую восьмилетнюю школу Бичурского района Бурятской АССР, в том же году приехал в Киев. В 1967 году окончил Киевский строительный техникум, в 1973 году — Киевский институт народного хозяйства.

## Ранняя деятельность
Имеет опыт работы в строительной индустрии. Трудовую деятельность начал в 1967 году на заводе железобетонных изделий треста «Киевгорстрой № 4», где прошёл путь от мастера до директора завода.
С 1977 по 1978 год — заместитель управляющего трестом «Стройдеталь» по производству. В 1978 году стал управляющим трестом «Киевгорстройкомплект». С 1985 по 1988 год руководил трестом «Стройдеталь», затем в течение трёх лет работал заместителем начальника Главкиевгорстрой по экономическим вопросам.

## Начало политической карьеры
С 1991 года Юрий Ехануров занимает различные руководящие должности, связанные с формированием государственной политики, прежде всего в экономической сфере.
С 1991 по 1998 год работал в Государственном экономическом совете Украины, заместителем председателя Киевской городской администрации, заместителем министра экономики Украины (1993—1994), председателем Фонда государственного имущества Украины (1994—1997), министром экономики (1997), председателем Госкомитета по развитию предпринимательства Украины (1997—1998).
Юрий Ехануров стоял у истоков украинской приватизации и Фонда государственного имущества Украины. Проведённая под его руководством малая приватизация преподносилась как закладка фундамента для развития на Украине малого и среднего предпринимательства.
С 1998 года — депутат Верховной рады Украины, заместитель председателя Комитета ВС по экономической политике, управлению народным хозяйством и инвестициям, член фракции Народно-демократической партии.
С 1999 по 2001 год — первый заместитель премьер-министра Украины в правительстве Виктора Ющенко.
С февраля по июль 2000 года — председатель Национального совета по вопросам статистики при Президенте Украины.
После отставки правительства, с июня по ноябрь 2001 года — первый заместитель председателя — руководитель Главного управления организационной и кадровой политики и взаимодействия с регионами Администрации президента Украины.
С ноября 2001 по апрель 2002 года занимается вопросами административной реформы как уполномоченный президента Украины.
С победой блока «Наша Украина» на парламентских выборах 2002 года переходит на работу в Верховную Раду IV созыва, где возглавляет Комитет по вопросам промышленной политики и предпринимательства.
В марте 2005 года избран руководителем исполнительного комитета партии «Наша Украина».
1 апреля 2005 года был назначен главой Днепропетровской областной госадминистрации.

## Премьер-министр
8 сентября 2005 года президент Виктор Ющенко назначил Юрия Еханурова исполняющим обязанности премьер-министра Украины, отправив в отставку Юлию Тимошенко.
Для утверждения Еханурова в качестве премьер-министра Верховной Раде потребовались два голосования. В первый раз, 20 сентября 2005 года, не хватило трёх голосов до требуемых 226. 22 сентября, после переговоров президента Ющенко с руководителями оппозиционных фракций, за Еханурова проголосовало 289 из 339 присутствовавших депутатов. Члены фракций Коммунистической партии Украины и Социал-демократической партии Украины (объединённой) воздержались.
Еханурова преподносили как опытного администратора и управленца, но не политика, сторонника экономической либерализации и приватизации, который не поддерживал идею реприватизации, выдвигавшуюся его предшественницей — Юлией Тимошенко.
Наиболее значительные события в экономической и политической жизни страны за время работы правительства Юрия Еханурова:
- конфликт между Россией и Украиной в отношении цен на газ.
- конфликт между законодательной и исполнительной властью в январе 2006, приведший к принятию Верховной радой постановления об отставке правительства.
- парламентские выборы в марте 2006. Юрий Ехануров возглавил список пропрезидентской партии Народный Союз «Наша Украина» и был избран в Верховную раду.

После длительной политической борьбы, последовавшей за выборами, Юрий Ехануров 4 августа 2006 года был вынужден уступить свой премьерский пост Виктору Януковичу.

## Дальнейшая карьера. Министр обороны
Член Политсовета партии «Наша Украина», член фракции блока «Наша Украина — Народная Самооборона» в Верховной Раде VI созыва (с 30 сентября по 18 декабря 2007 года).
С 18 декабря 2007 года — министр обороны Украины в кабинете Юлии Тимошенко. На заседании Кабмина 20 мая 2009 года глава Контрольно-ревизионного управления обвинил Еханурова в коррупции и других нарушениях; Ехануров и глава правительства Юлия Тимошенко обвинили друг друга в том, что оппонент «ломает комедию». Тимошенко подписала представление на отставку Еханурова в связи с вскрывшимися фактами коррупции в его действиях. 5 июня 2009 года Верховная Рада голосами фракций Партии регионов, БЮТ, Компартии и Блока Литвина отправила Юрия Еханурова в отставку.
С 14 июля 2009 года — первый заместитель главы Секретариата президента Украины.
С 9 октября 2009 года — руководитель Киевской городской организации партии «Наша Украина».
В 2015 году выдвинут кандидатом на пост городского головы Киева от партии «Возрождение», занял в 1 туре 14-е место, набрав 0,61 % голосов избирателей (5385 человек).

## Общественная деятельность
В 2006 году инициировал создание общественной организации «Всеукраинское чеховское общество» . С 2008 года — стал его председателем. Оказывал существенную помощь Дому-музею Чехова в Ялте.
С сентября 2021 года — учредитель и член Попечительского совета Института государственной эффективности.

## Учёные степени и звания
Кандидат экономических наук, с 2002 года — профессор Национального университета им. Т. Г. Шевченко.

## Награды
- Орден князя Ярослава Мудрого IV ст. (18 августа 2009)[12], V ст. (18 августа 2006)[13]
- Орден «Знак Почёта» (1977)
- Почётная грамота Кабинета Министров Украины (2001)
- Почётная грамота Верховного Совета УССР (1982)

## Ранг
- Государственный служащий 1 ранга (2001)[14]

## Личные сведения
Состоит в браке. Имеет сына.